# Билли (слуга Шерлока Холмса)

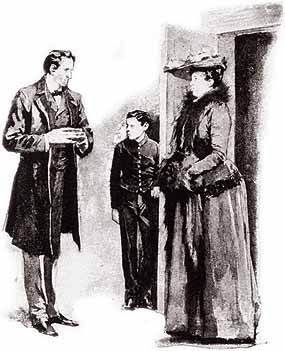
Иллюстрация Сидни Пэджета к рассказу Дойла «Установление личности». Холмс, мальчик-слуга (в центре) и Мэри Сазерлэнд

Билли (англ. Billy) — мальчик-слуга (the page boy) в лондонском доме № 221b на улице Бейкер-стрит в произведениях английского писателя Артура Конан Дойла о приключениях гениального детектива Шерлока Холмса и его друга доктора Ватсона. Фигурирует также в многочисленных продолжениях и адаптациях. Действует или упоминается в девяти произведениях классической библиографии (из шестидесяти): «Установление личности» (1891), «Долина страха» (1915), «Жёлтое лицо» (1893), «Переводчик с греческого» (1894), «Морской договор» (1893), «Долина страха» (1915), «Загадка Торского моста» (1922), «Загадка поместья Шоскомб» (1927), «Камень Мазарини» (1921). Действие указанных рассказов, сгруппированных согласно внутренней художественной хронологии приключений Холмса, происходит с 1887 года по 1903 год. Кристофер Редмонд (Christopher Redmond) насчитал, не перечисляя произведения, десять появлений мальчика-слуги у Дойла. Он также выделил, то с какими тёплыми чувствами отнёсся Ватсон к встрече с Билли в «Камне Мазарини» в доме на Бейкер-стрит: «Он взглянул на таблицы и схемы, развешанные по стенам, на прожжённую кислотой полку с химикалиями, скрипку в футляре, прислонённую к стене в углу, ведро для угля, в котором когда-то лежали трубки и табак, и, наконец, глаза его остановились на свежем улыбающемся лице Билли, юного, но очень толкового и сообразительного слуги, которому как будто удалось перекинуть мостик через пропасть отчуждения и одиночества, окружавшую таинственную фигуру великого сыщика».

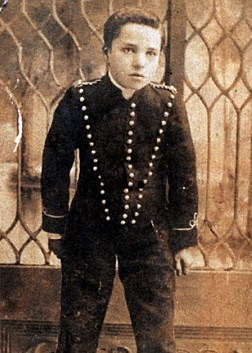
Чарли Чаплин в роли мальчика-слуги в пьесе Джиллетта «Шерлок Холмс»

Имя «Билли» впервые появляется в пьесе американского драматурга и актёра Уильяма Джиллетта «Шерлок Холмс» (1899), в работе над которой принимал некоторое участие и Дойл (в изданиях они указываются как соавторы). В ней он охарактеризован как «мальчик-слуга, или посыльный» Холмса. Также Билли появляется в небольшой одноактной пародийной пьесе Джиллетта «Затруднительное положение Шерлока Холмса» (The Painful Predicament of Sherlock Holmes), впервые поставленной (под несколько другим названием) в мае 1905 года в Нью-Йорке. В ней только три центральных персонажа (и два второстепенных), причём Холмс не произносит ни слова. В лондонской постановке драматург остановил свой выбор актёра для роли слуги на юном Чарли Чаплине, который до этого два года играл Билли на сценах английских провинциальных театров в предыдущей пьесе Джиллетта о Шерлоке Холмсе. После того как пародия сошла со сцены, Чаплин опять стал играть слугу в «Шерлоке Холмсе», где в главной роли блистал Джиллетт. Чаплин сохранил память о роли Билли. В его архиве были обнаружены вырезки из газет, где приводились отзывы о его ролях. Первыми там находились две вырезки из статей о спектакле «Шерлок Холмс». В одной из них речь шла о том, что молодой актёр очень эффектен, но при этом естественен, а в другой, что он больше всех выделялся на сцене.
После пьес Джиллетта имя персонажа появляется в двух произведениях Дойла («Долина страха» и «Камень Мазарини»). Также он выведен в пьесах «Пёстрая лента» и «Королевский бриллиант». В первой из них он ведёт себя чересчур свободно и самоуверенно. Так, Джон Диксон Карр отмечал, что при посещении Холмса Ватсон столкнулся с тем, что мальчик в приёмной детектива был как руководитель: «А Билли надо было бы сбросить к входной двери с высоты семнадцати ступенек. Он не только вдребезги разбивает пузырёк с кокаином, когда он нужен Холмсу, но и в невыносимо бесцеремонной манере разговаривает с Ватсоном». Билли также жалуется доктору на высокопоставленных клиентов: «Опять нас беспокоит папа. Он хочет, чтобы мы приехали в Рим по поводу кражи камеи. Мы и так слишком много работаем».

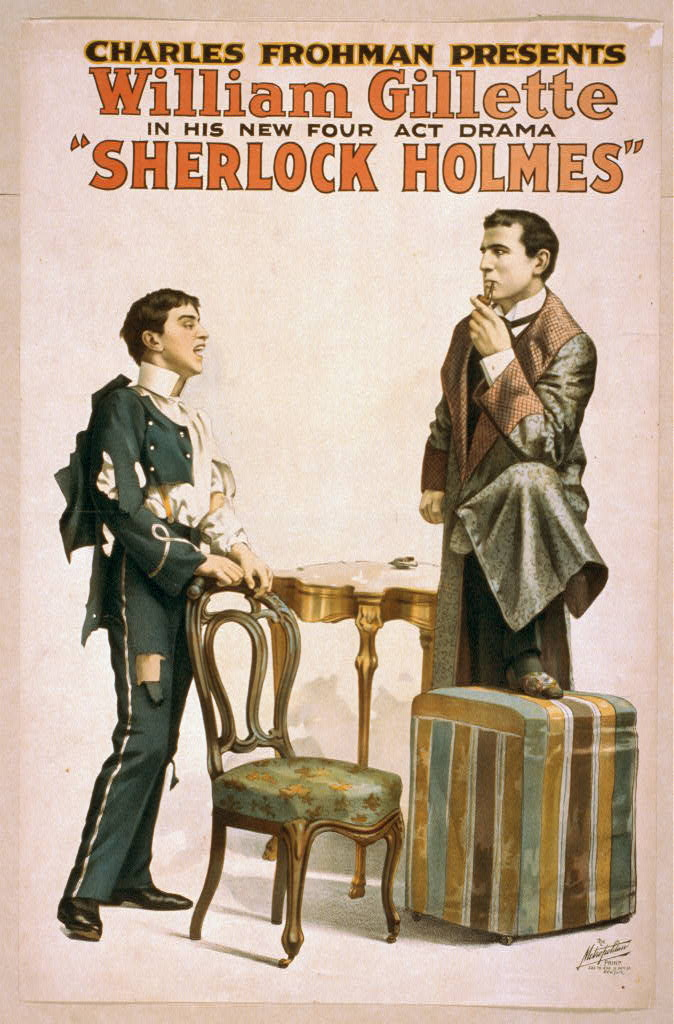
Билли и Шерлок Холмс. Рекламный плакат пьесы Дойла-Джиллетта

По мнению шерлоковедов, мальчик-слуга работал на Бейкер-стрит довольно продолжительное время начиная с конца 1880-х годов. В связи с этим высказывалось предположение, что это не тот же самый «юный» слуга, действующий в 1900—1903 годах. Предполагается, что у нескольких слуг (возможно их было только двое) было одинаковое имя, или оно было для Холмса и Ватсона нарицательным, или обобщающим для всех мальчиков, работавших в их доме на Бейкер-стрит. По мнению канадско-американского писателя и журналиста Винсента Старетта, молодого слугу наняли через несколько месяцев после того как Холмс и Ватсон обосновались в доме миссис Хадсон. В первую очередь это могло быть вызвано тем, что наплыв клиентов и посетителей детектива, стал сильно отвлекать хозяйку и её горничную от повседневных забот по дому. В связи с этим, Холмс видимо вынужден был пойти «навстречу требованиям миссис Хадсон, которая давно хотела обзавестись мальчиком-слугой подобно другим, более преуспевающим домохозяйкам». Дж. Б. Ньютон отметил, что в том случае, если работа Билли заключалась только в том, чтобы сообщать о посетителях и выполнять мелкие задания, «то он явно не перетруждал себя». Даже в том случае, если он выступал в роли «личного слуги Холмса и Уотсона, его обязанности всё равно нельзя назвать слишком обременительными. Поэтому скорее всего миссис Хадсон наняла его для общей работы по дому, и все упоминания о „нашем мальчике-слуге“ — не более чем простое бахвальство».
В шерлокиане Билли также фигурирует как один из группы лондонских мальчишек (так называемые «нерегулярные части»), помогающих Холмсу вести расследования, что ведёт своё происхождение от пьесы Джиллетта. В ней Билли следит на лондонских улицах за действиями профессора Мориарти и его подручных. По наблюдению американского писателя Мэнли Уэйда Уэллмана, великий детектив хорошо относился к детям, так как в противном случае «он не смог бы командовать своим разношёрстным воинством, состоящим из Уиггинса и других сорванцов, или вызывать восхищение у мальчика-слуги Билли» в «Камне Мазарини».